# Lutzomyia hirsuta
Lutzomyia hirsuta är en tvåvingeart. Lutzomyia hirsuta ingår i släktet Lutzomyia och familjen fjärilsmyggor.

## Underarter
Arten delas in i följande underarter:
- L. h. hirsuta
- L. h. nicaraguensis